# Piper PA-28
O Piper PA-28 é uma família de aviões monomotor a pistão de pequeno porte, com construção convencional metálica e com asa baixa, com capacidade para transportar, com razoável conforto, um piloto e três passageiros, em viagens intermunicipais e interestaduais (rotas domésticas), projetada e fabricada em larga escala nos Estados Unidos a partir da década de 1960 pela Piper Aircraft.

## História
Na época da introdução do Cherokee, a principal aeronave de metal monomotor da Piper era o Piper PA-24 Comanche, uma aeronave maior e mais rápida com trem de pouso retrátil e hélice de velocidade constante. Karl Bergey, Fred Weick e John Thorp projetaram o Cherokee como uma alternativa mais barata ao Comanche, com menores custos de fabricação e peças para competir com o Cessna 172, embora alguns Cherokees posteriores também apresentassem equipamentos retráteis e hélices de velocidade constante.
As linhas Cherokee e Comanche continuaram em produção paralela, atendendo a diferentes segmentos de mercado por mais de uma década, até a produção da Comanche terminar em 1972, para ser substituída pela família Piper PA-32R.
Os Cherokees originais eram o Cherokee 150 e o Cherokee 160 (PA-28-150 e PA-28-160), que iniciaram a produção em 1961 (a menos que mencionado de outra forma, o número do modelo sempre se refere à potência).
Em 1962, a Piper adicionou o Cherokee 180 (PA-28-180) alimentado por um motor Lycoming O-360 de 180 hp. A potência extra tornou prático voar com todos os 4 assentos preenchidos (dependendo do peso do passageiro e da carga de combustível). Em 1968, o cockpit foi modificado para substituir os controles do acelerador do tipo push-pull (comum no Cessna) por manetes. Além disso, uma terceira janela foi adicionada a cada lado, dando à fuselagem a aparência mais moderna vista na produção atual. Em 1973, o Cherokee 180 foi nomeado Cherokee Challenger e teve sua fuselagem alongada levemente e suas asas se alargaram.
A Piper continuou a expandir a linha rapidamente. Em 1963, a empresa lançou o ainda mais poderoso Cherokee 235 (PA-28-235), que competia de igual pra igual com o Cessna 182. O Cherokee 235 apresentava um motor Lycoming O-540 de 235 hp e uma asa mais longa que acabaria sendo usada para o Cherokee Six. Ele incluía tiptanks com capacidade de 17 galões cada, elevando a capacidade total de combustível do Cherokee 235 a 84 galões. A aeronave teve sua fuselagem esticada em 1973, dando muito mais espaço para os passageiros de trás. A área do estabilizador também foi aumentada. Em 1973, o nome de mercado foi alterado de "235" para "Charger". Em 1974, foi alterado novamente para Pathfinder. A produção do Pathfinder continuou até 1977. Em 1979, a aeronave recebeu uma nova asa e o nome foi alterado novamente, desta vez para Dakota.
Em 1964, a Piper introduziu o Cherokee 140 (PA-28-140), projetado para treinamento e produzido inicialmente com apenas 2 assentos. O motor do PA-28-140 foi ligeiramente modificado logo após sua introdução para produzir 150 hp, mas manteve no nome a designação -140.
Em 1967, a Piper introduziu o PA-28R-180 Cherokee Arrow. Esta aeronave apresentava uma hélice de velocidade constante e um trem de pouso retrátil e era movida por um motor Lycoming IO-360-B1E de 180 hp. Uma versão de 200 hp alimentada por um Lycoming IO-360-C1C foi oferecida como opção a partir de 1969 e designada PA-28R-200; o modelo de 180 cv foi abandonado após 1971. No momento em que o Arrow foi introduzido, a Piper removeu o Cherokee 150 e o Cherokee 160 da produção.

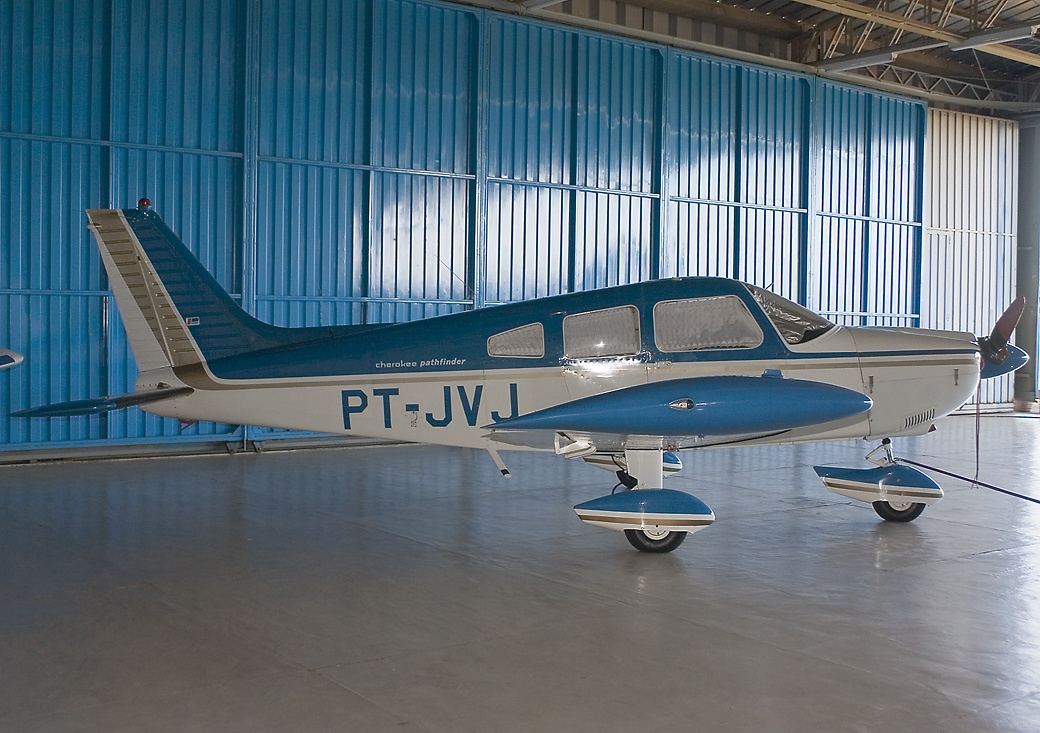
PA-28-235 "Cherokee Pathfinder"

Em 1971, a Piper lançou uma variante, do Cherokee 140, chamada Cherokee Cruiser 2 + 2, que agora possuía 4 assentos.
O Arrow II teve sua produção iniciada em 1972, apresentando um aumento no comprimento de 1,27 m com o propósito de aumentar o espaço para as pernas dos passageiros do banco traseiro. Em 1977, a Piper apresentou o Arrow III (PA-28R-201), que apresentava uma asa semi-cônica e um estabilizador mais longo, um recurso de design que havia sido introduzido anteriormente com sucesso no PA-28-181 e fornecia melhor manuseio em baixa velocidade. Também apresentava tanques de combustível maiores, aumentando a capacidade de 50 para 77 galões.
Em 1974, a Piper mudou os nomes de marketing de alguns dos modelos Cherokee novamente, renomeando o Cruiser 2 + 2 simplesmente como Cherokee Cruiser, e o Challenger para o Archer (modelo PA-28-181). No mesmo ano a Piper re-introduziu o Cherokee 150, renomeando-o como Cherokee Warrior (PA-28-151) e dando-lhe uma fuselagem mais comprida e uma nova asa semi-cônica.
O primeiro modelo turbo, o PA-28R-201T, também foi oferecido em 1977, alimentado por um motor Continental TSIO-360-F de seis cilindros equipado com um turbocompressor Rajay. Uma hélice de três pás era opcional.
Em 1978, a Piper atualizou o Warrior para 160 hp, PA-28-161, alterando o nome para Cherokee Warrior II. Esta aeronave melhorou ligeiramente as carenagens das rodas, tornando-as mais  aerodinâmicas. Os modelos posteriores do Warrior II, fabricados após julho de 1982, incorporaram um aumento de peso bruto de 2.440 libras, fornecendo uma carga útil acima de 900 libras. Esta mesma aeronave, com glass cockpit, recebeu a designação de Warrior III.
Em 1979, o Arrow foi reestilizado novamente como PA-28RT-201 Arrow IV, apresentando uma cauda em "T" que lembrava as outras aeronaves da linha Piper na época.
O PA-28-201T Turbo Dakota seguiu a produção do PA-28-236 Dakota em 1979. A estrutura era essencialmente a mesma de um Arrow III  e era movido por um motor Continental TSIO-360-FB turbocompressor, produzindo 200 hp. A aeronave não vendeu bem e a produção terminou em 1980.

## No Brasil

Lançamento dos PA-28 na fábrica da Embraer, São José dos Campos, em 1975

No Brasil, a Embraer recebeu licença da Piper, nas décadas de 1970 e 1980 para produção e montagem dos PA-28. As aeronaves que foram produzidas pela Embraer receberam outros nomes.
Também voam no Brasil algumas unidades do PA-28 montadas na Argentina, pela extinta fabricante Chincul.
Atualmente há muitas unidades desses aviões em serviço ativo no Brasil, principalmente para treinamento de novos pilotos e uso particular.

#### •EMB-710 "Carioca"(Pathfinder 235)

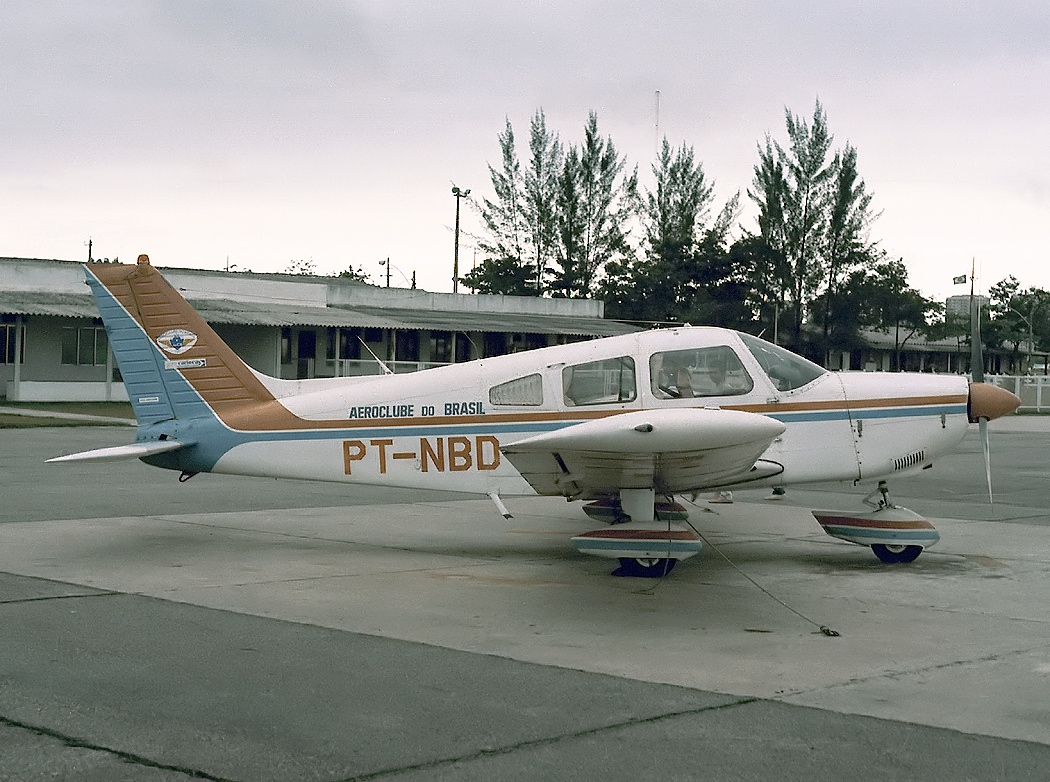
Embraer Carioca

Monomotor de asa baixa, o Carioca podia decolar e pousar em pistas curtas e até mesmo não pavimentadas. Era equipado com motor Lycoming com potência de 235 hp, trem de pouso fixo e triciclo, além de possuir um sistema especial de ventilação e baixo nível de ruído na cabine, garantindo conforto para os passageiros. Fácil de ser pilotado, o Carioca foi amplamente adotado para transporte de táxi aéreo. Outro diferencial da aeronave era o baixo consumo de combustível - percorria cerca de 6 quilômetros por litro. Ao todo, 288 unidades foram fabricadas, sendo as 4 últimas entregues em 1983.
O avião ficou marcado por ter sido sorteado durante a solenidade que marcou a apresentação oficial da família de aviões resultante da parceria entre a Piper e a Embraer no Brasil. Realizado em 1975, o sorteio teve como vencedor o Aeroclube de Bragança Paulista, que concorreu com outros 36 aeroclubes.

#### •EMB-711 "Corisco"(Arrow II)

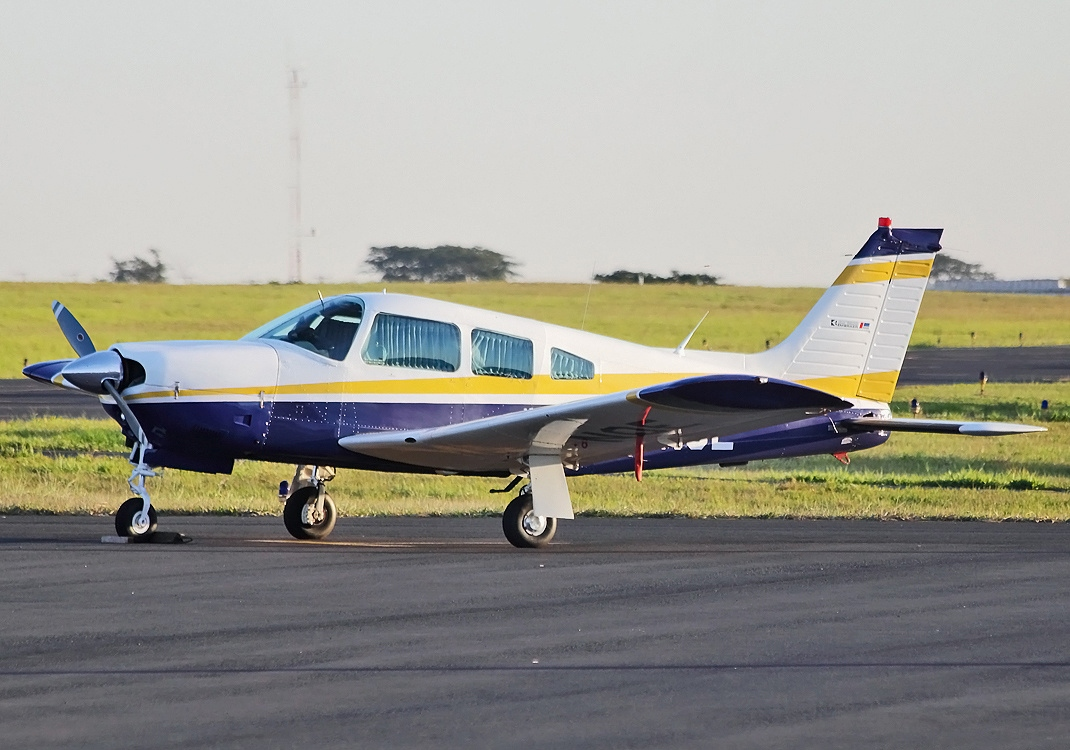
Embraer Corisco

Considerado veloz para os padrões de aeronaves de pequeno porte da época, o Corisco era equipado com motor Lycoming de 200 hp e alcançava até 265 km/h. Podia transportar até 4 pessoas em ambiente com ventilação controlada, além de contar com isolamento acústico - o que lhe garantia baixos níveis de ruído. Outra característica marcante era a empenagem em “T”, na qual o conjunto estabilizador horizontal é montado no topo do estabilizador vertical. Dessa maneira, o sopro das hélices não atingia o estabilizador horizontal, garantindo menor nível de vibração e ruído e proporcionando um voo mais estável e agradável.
Em 1980, foi lançado o EMB-711 ST - Corisco II ou Corisco Turbo, com turbo-compressor e acabamento luxuoso. O Corisco Turbo atingia até 330 km/h.
O bom desempenho, segurança e robustez lhe garantiram ampla aceitação entre os aeroclubes brasileiros, além de uso para turismo.
As últimas 4 unidades, de um total de 477 produzidas, foram fabricadas em 1990.

#### •EMB-712 "Tupi"(Archer II)

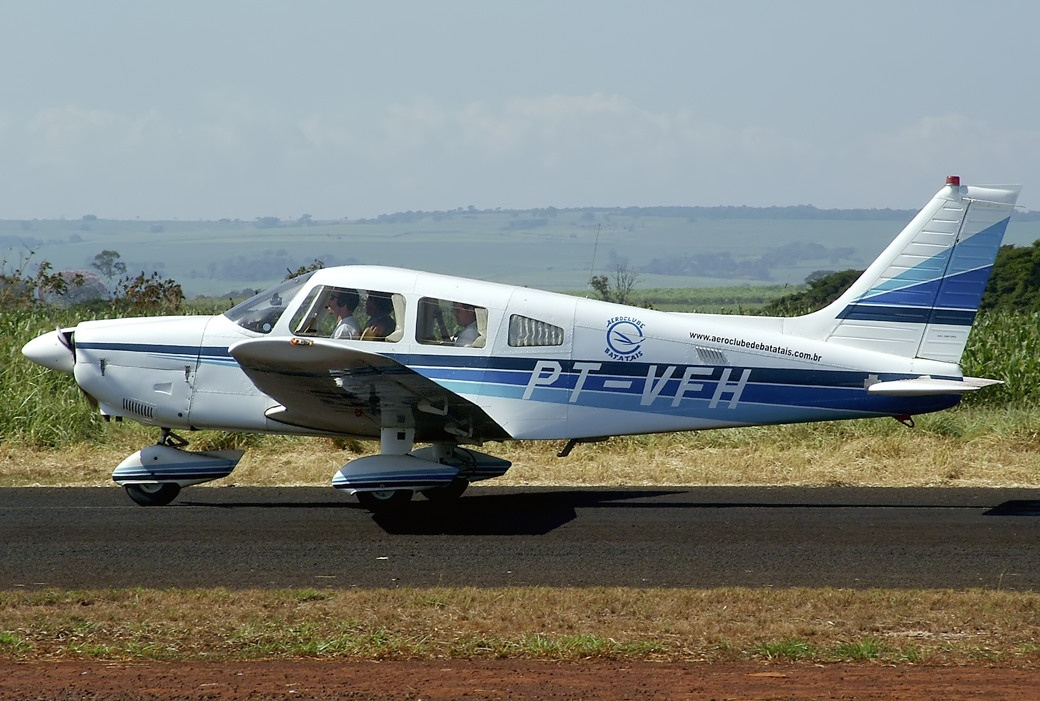
Embraer Tupi

O Tupi foi apresentado no Brasil em 1979 e, já no ano seguinte, era considerado o avião com melhor custo-benefício na categoria.
A aeronave apresentava confortável cabine de comando duplo com 4 lugares. Sua fuselagem era do tipo monocoque, com estrutura primária de liga de alumínio. Equipado com asa semi-afilada, o monomotor podia atingir a velocidade de 207 km/h com um Lycoming de 180 hp. Econômico, consumia apenas 1 litro de gasolina para cada 8 quilômetros voados. Além disso, era capaz de realizar manobras semiacrobáticas, dada a estrutura de sua fuselagem.
Todas essas características fizeram do Tupi um dos aviões mais bem aceitos entre os aeroclubes brasileiros, resultando em 145 unidades fabricadas.
No total, foram produzidas 910 aeronaves pela Embraer, sob licença da Piper.

## Ficha Técnica
Especificações referentes ao modelo PA-28-140

### Características Gerais
| Pilotos     | 1 ou 2                |
| Passageiros | Até 3                 |
| Altura      | 2,25 m                |
| Comprimento | 7,16 m                |
| Envergadura | 9,2 m                 |
| Área da Asa | 15,14 m²              |
| Peso Vazio  | 544 kg                |
| Carga Útil  | 431 kg                |
| Peso Máximo | 975 kg                |
| Motor       | 1x Lycoming O-320-E3D |
| Hélice      | Sensenich M74DM       |

### Performance
| Velocidade Máxima      | 230 km/h |
| Velocidade de Cruzeiro | 200 km/h |
| Velocidade de Estol    | 87 km/h  |
| Alcance                | 867 km   |
| Teto Operacional       | 4 400 m  |
| Razão de Subida        | 3,4 m/s  |

## Ligações Externas
- «Embraer: Linha Piper»
- «JP Martins (representante Piper no Brasil)»
- «Site Pilot Friend (em inglês)»